# Azja Zachodnia
Azja Zachodnia, Azja Południowo-Zachodnia, Azja Przednia – region geograficzny Azji obejmujący wyspę Cypr, półwyspy: Azja Mniejsza, Arabski, Synaj; teren górzysty na styku kontynentów Azji i Europy (tak zwane Zakaukazie) oraz wyżyny: Armeńską i Irańską.
Na terenie Azji Zachodniej leżą państwa Bliskiego Wschodu i (całkowicie lub częściowo w zależności od przyjętej wersji granicy Europa-Azja) Zakaukazia.

## Nazwa
Termin Azja Przednia (niem. Vorderasien) – w języku polskim pojawił się w czasach zaborów. Rosjanie też posługiwali się tym zapożyczonym z niemieckiego terminem (ros. Передняя Азия). Obecnie jest czasem spotykany w pracach historycznych, geograficznych, archeologicznych i lingwistycznych.
Termin Azja Zachodnia (ang. West Asia) – ukazuje usytuowanie terenu na kuli ziemskiej; pojawił się, jako przeciwieństwo historycznego terminu „Bliski Wschód”, który określa położenie względem Europy.
Termin Azja Południowo-Zachodnia – najlepiej oddający położenie geograficzne.

### Nazwa w językach regionu
- arabski – جنوب غرب آسيا
- azerski – Cənubi-Qərbi Asya
- perski – جنوب غربی آسیا
- ormiański – Առաջավոր Ասիա
- hebrajski – דרום-מערב אסיה
- grecki – Δυτική Ασία
- gruziński – დასავლეთი აზია
- turecki – Güneybatı Asya

## Geografia
Granice Azji Zachodniej wyznaczają od zachodu: Morze Śródziemne, Morze Egejskie, Morze Marmara; od północy: Morze Czarne, Góry Kaukaz, Morze Kaspijskie oraz Góry Kopet-dag; od wschodu: zachodnie granice Wyżyny Irańskiej u podnóża Himalajów; od południa: Morze Arabskie, Zatoka Adeńska i Morze Czerwone. Z południowego wschodu wody Oceanu Indyjskiego, wbijające się w tę część kontynentu przez Zatokę Omańską i Cieśninę Ormuz, tworzą Zatokę Perską.
Rejon w większości otoczony wodą. Linia brzegowa wynosi: 21867, a wkluczając Bahrajn i Cypr: 22810.
Najdalej wysuniętymi punktami są:
- na zachodzie znajdujący się w Turcji Przylądek Baba (26°03′E), który jest równocześnie skrajnym punktem Azji;
- na wschodzie podnóże Himalajów, Góry Hindukusz (63°04′E);
- na południu jemeński brzeg morski (12°60);
- na północy miasto Anapa w Rosji (44°53N).

### Klimat
Położenie geograficzne na wysokości Zwrotnika Raka naznacza obszar Azji Zachodniej suchym i gorącym klimatem zwrotnikowym i podzwrotnikowym. Dużą część rejonu zajmują pustynie (w tym największa piaszczysta na świecie Rub Al-Chali), na których (podobnie jak na Wyżynie Irańskiej) panuje klimat kontynentalny. Zachodnia część obszaru znajduje się pod wpływem klimatu śródziemnomorskiego, jednakże środkowa część półwyspu Anatolijskiego nabiera cech klimatu kontynentalnego i wykazuje tendencje pustynnienia. Na górzystej północy, gdzie rozciągają się obszerne połacie lasów i żyzne doliny, dominuje klimat górski. Obejmuje on również Góry Zagros rozpostarte od Kaukazu w kierunku Zatoki Perskiej.
Największe roczne opady (przekraczające 3000 mm) notuje się w Górach Kaukazu, zaś najmniejsze na Pustyni Rub Al-Chali (średnia roczna wyznaczana przez kilka lat wynosi nieco powyżej 10 mm).
Ze względu na występujące na styku trzech kontynentów duże zróżnicowanie klimatu amplitudy temperatury różnie się kształtują, zależnie od rejonu. W niektórych miejscach Pustyni Rub Al-Chali temperatura w lecie dochodzi nawet do +65 °C. Średnia temperatura i Wyżyny Irańskiej to latem 35 °C, a 10 °C zimą. W lecie nocami następują gwałtowne ochłodzenia i temperatura potrafi spaść nawet poniżej 20 °C. Najzimniejszym miejscem Azji Zachodniej jest góra Ararat w Turcji, gdzie nawet w lecie temperatura zazwyczaj nie przekracza 0 °C. Średnie temperatury na północy to w lecie 30 °C, zaś zimą –6 °C.

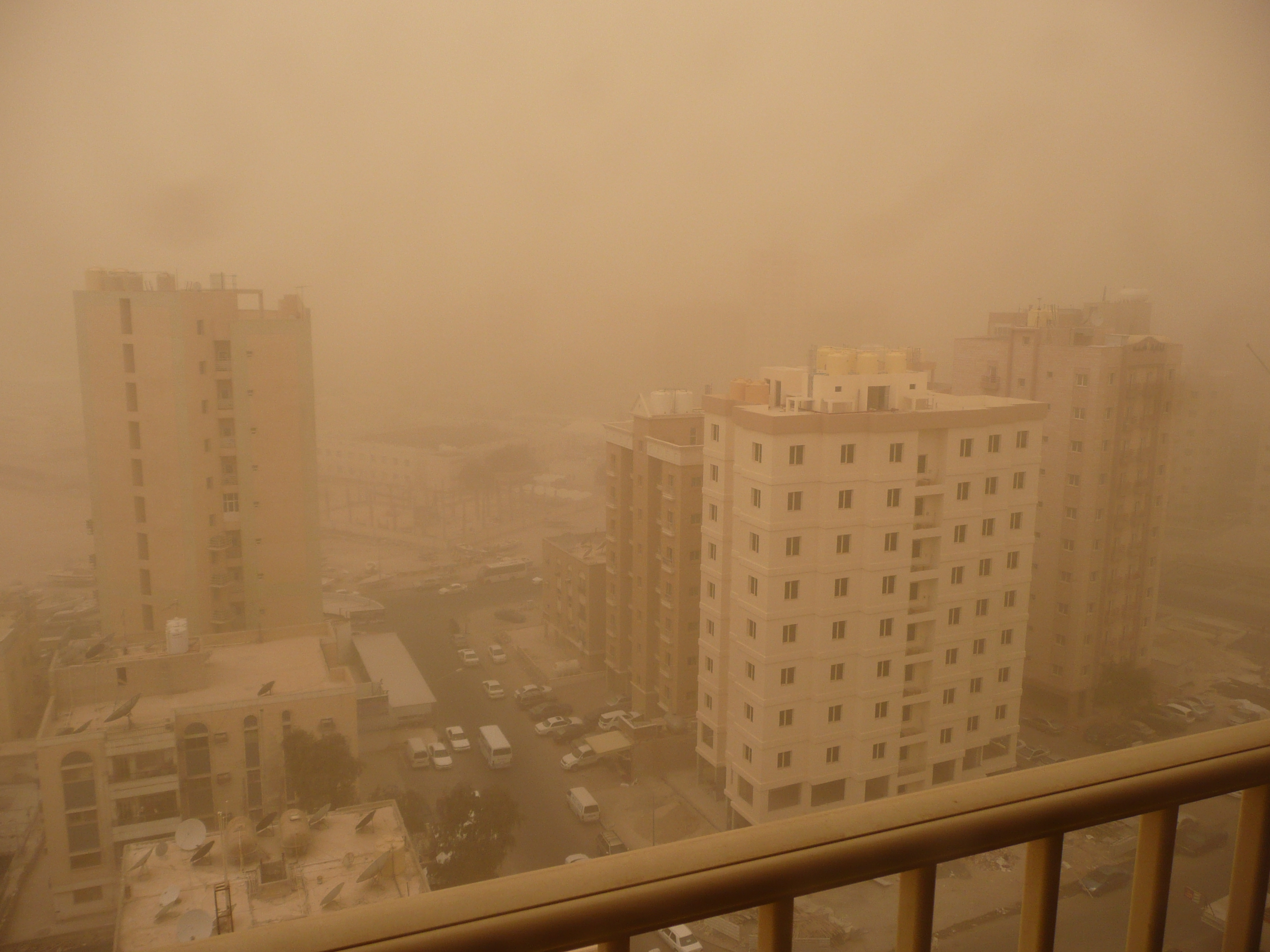
Burza piaskowa w As-Salimijja, Kuwejt

W Azji Zachodniej występują dwa charakterystyczne wiatry: Sharqi i Szamal.
- Sharqi (lub Sharki) to wiatr wiejący z południa i południowego wschodu. Występuje sezonowo: od kwietnia do początku czerwca, oraz pomiędzy wrześniem i listopadem. Jest suchy i zawiera duże ilości pyłu i często prowadzi do burz piaskowych i pyłowych, które potrafią unieść piasek nawet na kilka tysięcy metrów, powodując czasowe zamknięcie lotnisk. Ten wiatr potrafi na początku i końcu sezonu duć przez cały dzień i po kilka dni w środku sezonu. Czasami osiąga prędkość nawet 80 km/godz.
- Szamal to gorący, suchy, często gwałtowny północny bądź północno-zachodni wiatr, pojawiający się w ciągu całego roku, a szczególnie w lecie. Występuje w Iraku i krajach Zatoki Perskiej (wliczając Arabię Saudyjską i Kuwejt), powodując czasami burze piaskowe. Bardzo silny podczas dnia, słabnie w nocy, co spowodowane jest gwałtownym obniżeniem się temperatury powierzchni ziemi.

### Topografia
Większość Azji Zachodniej stanowią obszary o wyżynno-górzystym ułożeniu terenu. Zazwyczaj po wąskiej przybrzeżnej równinie na zachodzie pojawiają się góry, a zaraz za nimi pustynne, bądź trawiaste, górzyste płaskowyże, które na południu rejonu stopniowo opadają do morza, a na północy przechodzą w wysokie góry.
Przeważającą część najdalej wysuniętego na zachód półwyspu Azja Mniejsza stanowi Wyżyna Anatolijska, rozpostarta pomiędzy Górami Pontyjskimi i górami Taurus. Na granicy półwyspu, Góry Pontyjskie i Taurus się przybliżają się do siebie. Na tym zwężeniu rozpoczyna się malownicza i wyżej usytuowaną Wyżynę Armeńską, która stanowi centralną część tego regionu Azji.
Na północ od niej są góry Kaukaz z najwyższym szczytem Elbrus (5642 m n.p.m.), na południowy wschód góry Zagros i Wyżyna Irańska, a na południu, za najwyższym pasmem gór Taurus, których najwyższym szczytem jest Ararat (5165 m n.p.m.), oraz Mezopotamią rozpoczynają się pustynie Półwyspu Arabskiego.
Niziny zajmują zazwyczaj tereny przybrzeżne. Wyjątek stanowi Dolina Mezopotamii oraz wschodnia część Pustyni Rub Al-Chali. Większą nizinną kotlinę tworzy też wpadająca do Morza Kaspijskiego rzeka Kura.
Najniżej położone jest Morze Martwe, którego lustro wody znajduje się w najniższym punkcie Ziemi, 418 m p.p.m.

### Geologia
W Azji Zachodniej zbiegają się trzy płyty tektoniczne: afrykańska, arabska i eurazjatycka. Oddziaływanie wzajemne płyt sprawia, że region jest sejsmicznie aktywny. Widać szczególnie w Turcji, która sama znajduje się na małej płycie tektonicznej, gdzie często dochodzi do trzęsień ziemi.
Na styku płyt afrykańskiej i arabskiej, oddalających się rocznie od siebie o ok. 2,5 cm, przechodzi Rów Abisyński, którego najbardziej wysuniętą na północ częścią jest Rów Jordanu.

### Bogactwa naturalne
Największym bogactwem naturalnym jest występująca w krajach Zatoki Perskiej ropa naftowa. Kiedyś spalany uboczny produkt wydobycia ropy, gaz ziemny jest dziś wykorzystywany w przemyśle i skraplany na sprzedaż.
Najbardziej urozmaicone złoża są w Iranie, gdzie poza ropą naftową i gazem ziemnym występują: żelazo, boksyty, miedź, cynk i ołów oraz chrom. Również dużą różnorodnością zasobów kopalnych może poszczycić się Turcja, gdzie znajdują się bogate pokłady chromu oraz nieco mniejsze węgla brunatnego i żelaza. Na terytorium Izraela, Palestyny i Jordanii występują złoża soli potasowych, fosforytów i apatytów, natomiast w Libii złoża siarki.
Naturalne bogactwo terenów górzystych stanowią lasy, w tym piękne lasy cedrowe.

### Zasoby wody
W większości państw regionu duży problem stanowi brak naturalnych zasobów wodnych. Wraz z bardzo szybkim wzrostem populacji zwiększa się zapotrzebowanie na wodę, nie tylko pitną, lecz również dla przemysłu i rolnictwa. Dodatkowy problem stanowią zasolenia wód lądowych oraz wytwarzane przez człowieka ścieki.
Głównym źródłem zaopatrzenia w wodę dla rolnictwa są rzeki, w tym dwie największe na tym terenie Eufrat i Tygrys, płynące w urodzajnej dolinie Mezopotamii. W bardziej suchych miejscach, gdzie rzeki pojawiają się tylko okresowo buduje się zapory, tamy oraz studnie, aby zatrzymać wodę z gwałtownych i obfitych opadów. Wodę dla rolnictwa odzyskuje się też przez oczyszczanie ścieków. Odsalarnie dostarczają wodę pitną i dla przemysłu.
Na najsuchszym terenie Azji Zachodniej występuje kilka podziemnych warstw wodonośnych. W Arabii Saudyjskiej dwa duże zbiorniki, pochodzących z Paleozoiku i Triasu wód podziemnych, znajdują się pod górami Gabal Tuwaiq i rozciągają się od nich w kierunku zachodnim do Morza Czerwonego. Pochodzące z Kredy i Eocenu warstwy wodonośne są usytuowane pod dużą częścią środkowej i centralnej Arabii Saudyjskiej. Szczególne znaczenie odgrywa położony na południowy wschód od stolicy zbiornik Wasia-Biyadh, gdzie od 2008 – maja 2011 r. trwały badania nad wykorzystaniem podziemnych zasobów wodnych.

## Religie

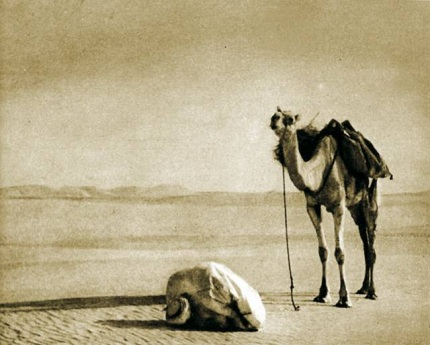
Modlitwa nomady

Dominującą religię w Azji Zachodniej stanowi islam, w różnych swoich odłamach. Półwysep Azja Mniejsza i tereny na południowy wschód od niego, aż do oceanu Indyjskiego zamieszkują przede wszystkim muzułmanie sunnici, ich odsetek w niektórych krajach dochodzi do 99%, wyżynę Irańską i tereny ujścia Eufratu i Tygrysu muzułmanie szyici (w Iranie stanowią 90% wszystkich mieszkańców). Pozostałe mniejsze odłamy muzułmanów rozsiane są po różnych krajach, w niektórych z nich tworząc poważne grupy wyznaniowe (w Omanie muzułmanie ibadyci 74%, w Libanie muzułmanie druzowie 7%).
Inne ważne religie to: chrześcijaństwo (Apostolski Kościół Ormiański – Armenia, Górski Karabach; prawosławie – m.in. Cypr, Gruzja); judaizm (Izrael). Spotyka się także wyznawców hinduizmu (Oman 7%, Katar).
Niektóre państwa regionu mają w konstytucji wpisany charakter wyznaniowy (np. Arabia Saudyjska i Iran – islam; Cypr – prawosławie; Izrael – judaizm), a w większości krajów muzułmańskich prawo zawiera elementy szariatu. Najbardziej zróżnicowany religijnie jest Liban, gdzie poza różnymi odłamami wyznawców islamu istnieje dość spora grupa katolików (Kościoła greckokatolickiego i maronickiego) oraz prawosławnych.
Ziemia Święta jest celem licznych pielgrzymek wyznawców monoteizmu. Do ważniejszych ośrodków kultu religijnego wszystkich trzech religii monoteistycznych należy zaliczyć Jerozolimę, a do wyłącznie muzułmańskich Mekkę i Medynę.

## Zobacz też

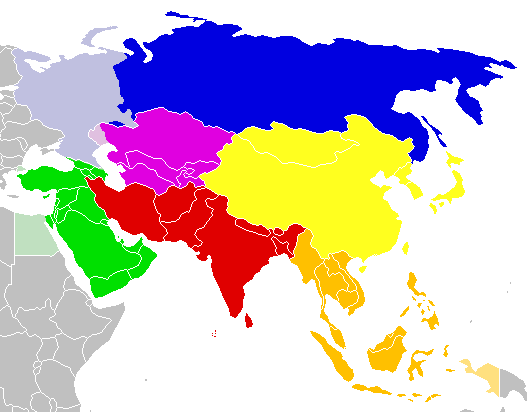
Porównanie regionów Azji według podziału stosowanego przez ONZ:
Azja Północna
Azja Środkowa
Azja Zachodnia
Azja Południowa
Azja Wschodnia
Azja Południowo-Wschodnia